# Ricardo Mestre
Ricardo Mestre (nasceu a 11 de setembro de 1983 (41 anos) em Faro) é um ciclista português cuja última corrida foi ao serviço da equipa W52-FC Porto.
A 4 de outubro de 2022 foi suspenso pela UCI por 3 anos devido a doping.

## Carreira profissional
Ricardo Mestre começou a sua carreira como profissional sénior na equipa Duja-Tavira em 2006, mantendo-se nessa equipa até ao fim da época de 2012, que entretanto mudou de nome para Palmeiras Resort-Prio-Tavira, Prio-Tavira e Carmim-Prio-Tavira. 
Em 2006 ganhou uma etapa da Volta a Portugal em Bicicleta e foi segundo classificado nos Campeonatos Nacionais de Estrada de Portugal. Mais tarde, em 2010, Mestre conseguiu o segundo lugar à geral na Volta à Bulgária, vencendo pelo meio uma etapa. 
Em 2011, Ricardo Mestre conseguiu vitórias no GP Joaquim Agostinho (em etapa e na classificação geral) e conseguiu já uma vitória e um segundo lugar na edição de 2011 da Volta a Portugal. Foi também o vencedor da edição de 2011 da Volta a Portugal. 
Em 2012, sofreu quatro quedas na Volta a Portugal e foi forçado a desistir. 
Em 2013 foi contratado pela equipa espanhola da World Tour, a Euskaltel-Euskadi, onde se espera que o ciclista participe em provas importantes como a Vuelta, entre outras.

## Palmarés
A seguinte lista são os êxitos mais relevantes de Ricardo Mestre:
2006
2º Campeonatos Nacionais de Estrada de Portugal
 Vencedor da juventude Volta a Portugal mais 1 etapa (6ª etapa, entre Santo Tirso e Fafe)
2007
13º da Geral Volta a Portugal
2008
4º da Geral GP Internacional Paredes Rota dos Móveis
17º da Geral Volta a Portugal
2010
13º da Geral Volta à Bulgária mais 1 etapa (6ª, entre Dobrich e Razgrad)
2011
1º da Geral Volta a Portugal mais 1 etapa (8ª, entre Sabugal e Guarda)
1º da Geral Troféu Joaquim Agostinho mais uma etapa
2012
1º da Geral  Troféu Joaquim Agostinho mais uma etapa